# TOR1AIP1
TOR1AIP1‏ (Torsin 1A interacting protein 1) هوَ بروتين يُشَفر بواسطة جين TOR1AIP1 في الإنسان.